# Al-Alamajn al-Dżadida
Al-Alamajn al-Dżadida (arab. العلمين الجديدة), to powstające miasto w północno-zachodnim Egipcie, którego zostało zainaugurowane przez prezydenta Egiptu Abdela Fattaha el-Sisi w dniu 1 marca 2018 roku. Al-Alamajn al-Dżadida położone jest nad Morzem Śródziemnym, około 85 km na zachód od międzynarodowego lotniska Burdż al-Arab. Rząd Egiptu założył, że miasto będzie nowym centrum turystyki, edukacji, oraz siedzibą instytucji rządowych. W Al-Alamajn al-Dżadida trwa budowa trzech uniwersytetów, piętnastu drapaczy chmur i wieżowców oraz 10 000 pokoi hotelowych. Rozpoczęły się prace nad II fazą mega-projektu Al-Alamajn al-Dżadida, która obejmuje między innymi powstanie dziesięciu dodatkowych wieżowców nad brzegiem morza.

## Historia
Prezydent Egiptu Abd al-Fattah as-Sisi zainaugurował powstanie Al-Alamajn al-Dżadida 1 marca 2018 roku. Wraz z Nową Stolicą Administracyjną, która ma zastąpić Kair jako stolicę Egiptu, Al-Alamajn al-Dżadida jest jednym z mega-projektów rządu al-Sisi. Emir Abu Zabi Mohammed bin Zayed Al Nahyan, jeszcze jako następca tronu odwiedził place budowy w Al-Alamajn al-Dżadida w marcu 2019 roku. Inwestycje, które zostały dotychczas zrealizowane to między innymi mega-centrum handlowe, restauracje, trzy kina oraz meczet Al Masa.

## Gospodarka
Według założeń rządu Egiptu Al-Alamajn al-Dżadida ma sprowadzić dużą liczbę turystów na śródziemnomorskie plaże północno-zachodniego wybrzeża Egiptu. Rząd twierdzi, że około 30 deweloperów otrzymało pozwolenia na rozpoczęcie budowy hoteli na 30 tys. pokoi. Wiele z nich znajduje się w wysokich budynkach położonych wzdłuż plaży, z których część znajduje się w budowie, między innymi w The North Edge Towers i The Gate. W Al-Alamajn al-Dżadida poza turystyką życie będzie się koncentrowało również wobec innych aspektów, które będą obejmowały trzy uniwersytety oraz „miasto kultury i sztuki”, obejmujące starożytny teatr rzymski, salę operową i kompleks kinowy.
W przeciwieństwie do kurortów na północno-zachodnim wybrzeżu Egiptu, w których znajdują się prywatne plaże niedostępne dla ogółu społeczeństwa, Al-Alamajn al-Dżadidazostało zaplanowane by być miastem otwartym, umożliwiającym wstęp na plaże dla wszystkich.